# Hans Gustav Ehrenreich
Hans Gustav Ehrenreich (* 1917; † 1984) war ein dänischer Handwerker und Designer.

## Leben
Ehrenreich absolvierte nach seinem Schulabschluss eine Ausbildung zum Tischler. Um 1950 machte er sich selbständig und gründete sein eigenes Unternehmen unter dem Namen Ehrenreichs Traekunst (auf Deutsch: Ehrenreichs Holzkunst).

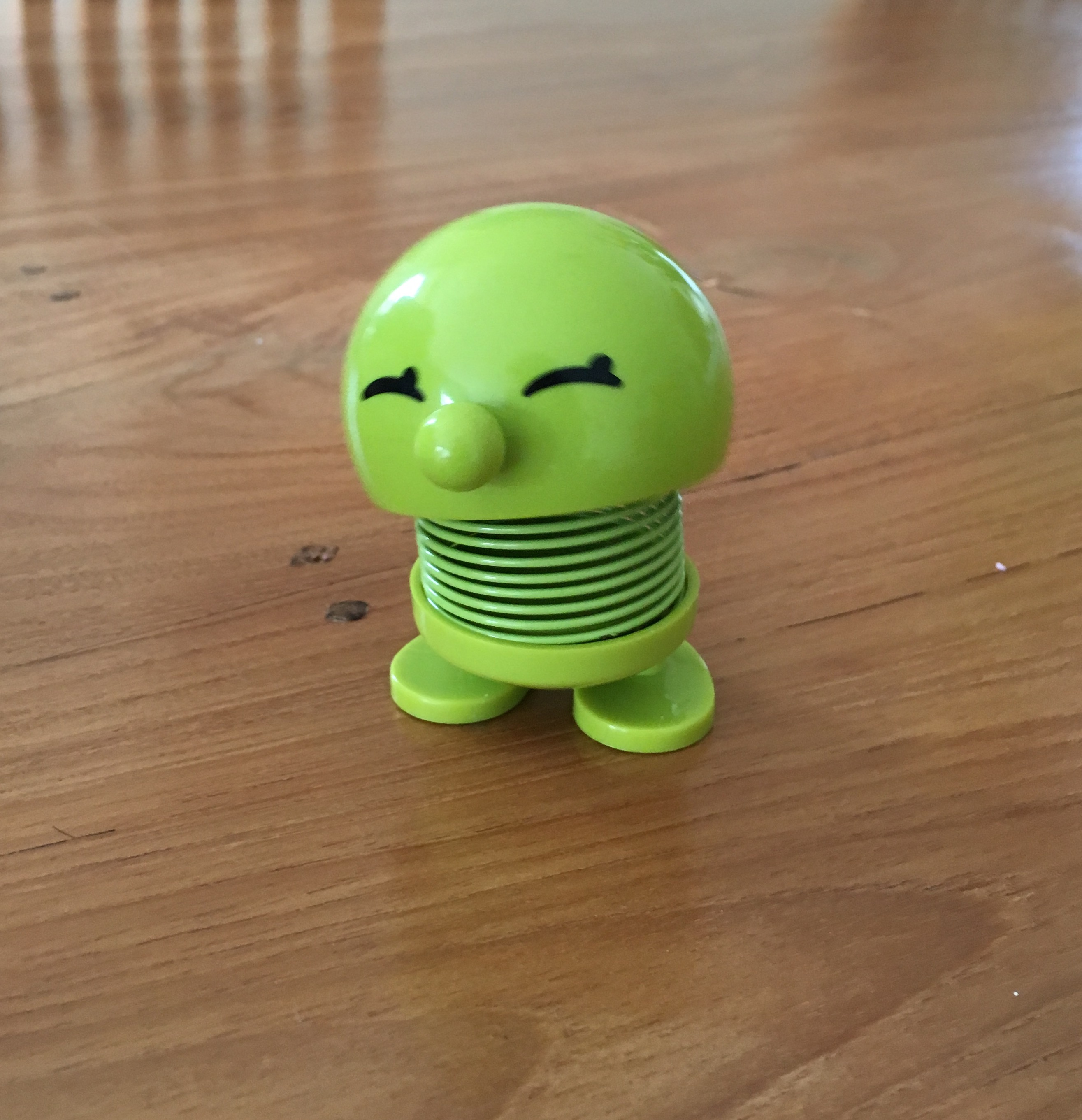
Hoptimist

1968 entwarf er seine ersten Figuren, die er zunächst nur aus Holz, wie z. B. aus Palisander, Moorkienwurzel und Teakholz sowie später auch aus Kunststoff fertigte und vermarktete. Er ist besonders für die dänische Kultfigur „Hoptimist“ bekannt, die er im Jahre 1968 in der Form der Birdies (Figuren in Form eines Vogels) veröffentlichte. 1969 entwarf er nach der Federfigur Birdie, noch die Figuren Bimble & Bumble und 1971 den Frosch Kvak, die allesamt zu einem Erfolg worden. Zentrales Element all dieser Figuren war eine weiche Feder. Seine Figuren werden bis in die heutige Zeit von verschiedenen Herstellern aus Holz und Kunststoff vermarktet.